# NGC 1134
NGC 1134 è una galassia a spirale situata nella costellazione dell'Ariete, a una distanza di circa 165 milioni di anni luce dalla nostra Via Lattea.

## Scoperta
La galassia è stata scoperta il 16 ottobre 1784 dall'astronomo britannico di origine tedesca William Herschel.

## Descrizione
NGC 1134 presenta una larga riga a 21 cm dell'idrogeno neutro.
Nella galassia sono presenti anche regioni di idrogeno ionizzato.
NGC 1134 e IC 267 sono situate nella stessa regione di cielo e secondo Mahtessian formano una coppia di galassie.